# Biserica de lemn „Nașterea Maicii Domnului” din Cernoleuca
Biserica de lemn „Nașterea Maicii Domnului” este o biserică amplasată în Cernoleuca, raionul Dondușeni, Republica Moldova. Este un monument arhitectural de importanță națională inclus în Registrul monumentelor Republicii Moldova ocrotite de stat cu nr. 377 (raionul Dondușeni). Datează din 1888.